# I sette vizi capitali
I 7 vizi capitali è stato un programma televisivo italiano trasmesso in prima serata da Rete 4 e condotto da Paola Perego tra il 2001 e il 2002.
Il programma è andato in onda per una sola stagione composta da sei puntate, trasmesse dal 29 aprile 2002. Il 17 dicembre 2001 era invece andato in onda un numero zero della trasmissione. La sigla della trasmissione, realizzata tramite la tecnica dell'animazione, era realizzata da Alessandra Buniva ed era ispirata alla commedia all'italiana degli anni sessanta, sfruttando il tema di La marcia di Esculapio di Piero Piccioni, tratta dal film Il medico della mutua di Luciano Salce.

## La trasmissione
La trasmissione era articolata come un talk show basato sui sette vizi capitali, e sui rischi che questi ultimi ci portano a correre nella quotidianità. Vengono così raccontati (e mostrati con la tecnica della candid camera) le più disparate truffe, raggiri e inganni provocati da azioni condizionate dai sette vizi.
Sono così stati illustrati dei finti casting per diventare personaggi televisivi, mostrate agenzie di viaggio fantasma, truffe legate a cartomanti o a centri di dimagrimento. Ogni argomento veniva discusso in studio dai componenti del cast fisso della trasmissione (Antonio Lubrano, co-conduttore della puntata pilota, poi lo psicologo giuridico Guglielmo Gulotta e l'avvocato Daniele Inzani) e Francesco Castellotti dell’associazione di consumatori Federconsumatori, dagli ospiti di ogni puntata, tra i quali spesso figuravano noti personaggi del mondo della spettacolo con il compito di fare da "padrini" di ogni puntata (Paolo Bonolis nella puntata d'esordio, poi Amadeus, Alfonso Signorini, Valeria Marini, Giancarlo Magalli, Alba Parietti, Alessia Merz, Elenoire Casalegno, Alessandra Comazzi). Gli ospiti erano moderati dalla conduttrice, Paola Perego, già esperta di casi legati alle problematiche del cittadino dopo diverse stagioni alla guida di Forum.
Presenza fissa della trasmissione era quella dello psicologo Raffaele Morelli, che proponeva in ogni puntata dei test (ad esempio, "Perché siamo così fragili?", "Tra questi animali quale vorreste essere?").
Durante la trasmissione si verificò un momento di tensione quando, in seguito ad un filmato che condannava un sedicente guaritore filippino che affermava di curare cisti e tumori rimuovendoli a mani nude, due maghi ospiti in studio (Absea e Nicola) difesero la loro categoria, provocando la reazione perplessa di Raffaele Morelli.